# 楊彪
楊 彪（よう ひょう、142年 - 225年）は、中国後漢末期から三国時代にかけての政治家・学者。字は文先。本貫は司隷弘農郡華陰県。曾祖父は楊震。祖父は楊秉。父は臨晋侯楊賜。子は楊修。妻は袁術の父の袁逢の姉妹。

## 先祖
後漢の名族である弘農楊氏は、前漢初期の赤泉侯楊喜や昭帝時期の丞相であった安平侯楊敞（司馬遷の娘婿）の子孫といわれるが、『漢書』において楊敞は楊喜の子孫とされておらず、実質的に弘農楊氏は楊震に起家したと考えられている（狩野直禎の説による）。

## 生涯
祖父は楊震の次男であるが、三公まで昇り、父もまた重職を歴任し三公となった。そのため、累世太尉とも称され、楊彪も太尉に至ったことから、後に四世太尉といわれた。
最初、孝廉に挙げられた上で、茂才に推挙された。さらに三公の府からも招かれたが、出仕しようとしなかった。熹平年間に車での迎えに応じて議郎となり、侍中・京兆尹を務めた。
光和2年（179年）、宦官の王甫が私腹を肥やしていることを司隷校尉の陽球に告発すると、陽球が王甫の一族を捕らえて処刑したため、天下から称賛された。侍中・五官中郎将となった後、潁川太守・南陽太守を務めた。その後、再び中央に戻り侍中に再任され、永楽少府・太僕なども務めた。
家学「欧陽尚書」を習得し教授した。朝廷内において、東観（漢の国史編纂室）で馬日磾・盧植・蔡邕らと同僚だったこともある。
中平6年（189年）、董卓の専横が始まると、司空・司徒となった。関東の諸侯が挙兵すると、董卓は長安への遷都を実行に移そうとした。楊彪は盤庚の悪政の先例を引くなどしてこれに徹底的に反対した。このため董卓は怒り、天候の不順を理由に、司隷校尉の宣播に命じて楊彪ら反対者を全て罷免させた。楊彪は登城して謝罪するとまた光禄大夫を拝命し、さらに大鴻臚・少府・太常と転任したが、病のため辞職した。復職するとまた京兆尹・光禄勲・光禄大夫を歴任した。
初平3年（192年）9月に司空・録尚書事となるが、初平4年（193年）10月に地震を理由に免官された。後にまた太常を経て、興平元年（194年）7月に太尉・録尚書事に昇った。
興平2年（195年）、当時、李傕と郭汜が主導権を争い、長安で交戦していた。李傕は楊彪ら公卿を郭汜の下へ派遣し、講和を求めたが、郭汜はその公卿たちを拘留した。楊彪が「群臣が共に相争い、一人（李傕）は天子（献帝）を脅かし、一人（郭汜）は公卿を人質に取る。こんな行いをして良いものでしょうか？」と批判すると郭汜は怒り、楊彪を斬ろうとするが、中郎将の楊密ら左右の者の諫言により釈放された。同年、献帝は長安を脱出したが、楊彪もこれに随行した。
建安元年（196年）7月、献帝と共に洛陽へ入り、尚書令に任じられる。8月には献帝は曹操に迎えられ、許に遷都した。この時、献帝の側近集団が董承以下楊彪も含め、曹操の献帝擁立及び許への遷都を望んでいなかったこともあって、楊彪は曹操から警戒された。さらに曹操が天子に拝礼した際、楊彪が色を作したので、曹操は暗殺されるのではないかと恐れたという。やがて曹操は、袁術と姻戚関係にあったことを理由に楊彪を処刑しようとした。しかし孔融らが弁護したため許された。
王沈の『魏書』によると、袁紹が楊彪や孔融を処刑するよう命令したこともあったといわれる。ただし『陳琳集』の檄文にあるように、それ以前から楊彪は曹操に嫌われていた。
建安4年（199年）、太常として復帰したが、建安10年（205年）に辞職。建安11年（206年）には、曹操の命令により恩沢侯の制度が廃止されたため、父の代に得た爵位の臨晋侯を失った。
暫くして、楊彪は後漢の命運が尽きたと判断したため、足が曲がらなくなったという理由で二度と参内しなくなった。
子の楊修は曹操に仕えていたが、あるとき曹操の不興を買って処刑された。その後、曹操は楊彪に面会を求めた。曹操が楊彪に痩せてしまった理由を尋ねると、楊彪は「金日磾の明が自分にはなかった」と心境を説明した。曹操はこれを聞いて思わず態度を改めたという。
曹丕は禅譲により文帝として即位すると、楊彪を召し出して太尉に任命しようとした。しかし楊彪はかつて三公を務めた時に、世の乱れを正せなかったことを理由にこれを断った。このため、「徳高き老人」として表彰された上で光禄大夫に任命され、さらに几杖を与えられるなど特権待遇を与えられた。
黄初6年（225年）、84歳という高齢で死去した。